# William Dunbar (poeta)
William Dunbar (1459 – 1530) è stato un poeta scozzese.
Autore della celebre allegoria Il Cardo e la Rosa, sull'unione di Scozia e Inghilterra, ebbe un'accesa disputa retorica con Walter Kennedy.